# HD 18071
HD 18071，又名BD-22 503，SAO 168121、HR 862，是一颗恒星，视星等为5.95，位于銀經209.96，銀緯-61.94，其B1900.0坐标为赤經2h 49m 5.1s，赤緯-22° -61.94′ 57″。